# 曼基夫
50°46′23″N 24°46′43″E / 50.77306°N 24.77861°E
曼基夫（烏克蘭語：Маньків），是烏克蘭的村落，位於該國西部沃倫州，由沃洛德米爾區負責管轄，面積600平方公里，海拔高度233米，2001年人口860，人口密度每平方公里1.43人。